# موراي مورغان
موراي مورغان (بالإنجليزية: Murray Morgan)‏ هو مؤرخ أمريكي، ولد في 1916، وتوفي في 2000.